# Dongshan (köpinghuvudort i Kina, Hainan Sheng, lat 19,75, long 110,23)
Dongshan är en köpinghuvudort i Kina. Den ligger i provinsen Hainan, i den södra delen av landet, omkring 34 kilometer söder om provinshuvudstaden Haikou. Antalet invånare är 68 720. Befolkningen består av 33 227 kvinnor och 35 493 män. Barn under 15 år utgör 21,0 %, vuxna 15-64 år 69 %, och äldre över 65 år 8,0 %.
Runt Dongshan är det tätbefolkat, med 343 invånare per kvadratkilometer. Dongshan är det största samhället i trakten. I omgivningarna runt Dongshan växer huvudsakligen savannskog.
Genomsnittlig årsnederbörd är 2 382 millimeter. Den regnigaste månaden är juli, med i genomsnitt 350 mm nederbörd, och den torraste är januari, med 21 mm nederbörd.